# Східнокарибський долар
Східнокарибський долар (англ. East Caribbean dollar) — офіційна валюта семи карибських держав, що входять в Організацію Східнокарибських держав (OECS): Антигуа і Барбуда, Домініка, Гренада, Сент-Кіттс і Невіс, Сент-Люсія, Сент-Вінсент і Гренадини і на острові Ангілья. З названої організації лише Британські Віргінські острови мають іншу валюту. 
Емісія валюти й операції з нею здійснюються через Східнокарибський центральний банк (ECCB), головний відділ якого розташований на острові Сент-Кіттс. 
Поділяється на 100 центів. Символ «EC$» або просто «$», літерний код: «XCD».
З 1976 року валютний курс східнокарибського долара прив'язано до долара США у співвідношенні 1 USD = 2,7 XCD. До цього існувала прив'язка до Британського фунта стерлінгів. З 1982 року в грошовому обігу знаходилась нова серія монет номіналом в 1, 2, 5, 10, 25 центів та 1 долар. Монети від 1 до 5 центів були багатогранні, а монета у 2 центи була квадратної форми. Всі вони були виготовлені з алюмінієвого сплаву. А ось 10-ти та 25-центові монети були круглими та виготовлені з мідно-нікелевого сплаву. Долар також був круглим, але виготовлений зі сплаву алюмінієвої бронзи. У 1989 році монета в один долар з круглої форми стала багатогранною та викарбованою з мідно-нікелевого сплаву, змінивши колір з жовтого на сріблястий. З 2002 року в обіг увійшли нові монети виключно круглої форми: 1, 2 та 5 центів, а також нова монета в 1 долар, яка стала знову круглої форми. З 2009 року монети номіналом в 10, 25 центів та 1 долар почали карбувати зі сплаву акмонітал. Монети в 1 та 2 центи почали вилучатись з обігу в липні 2015 року та залишались законним платіжним засобом до 30 червня 2020 року.